# Новоазовська АТЕЦ
Новоазовська атомна теплоелектроцентраль (Новоазовська АТЕЦ) — планована атомна електростанція в Радянському Союзі. Її планувалося побудувати поблизу міста Новоазовськ в Донецькій області для забезпечення електроенергією Донецького вугільного басейну. Вона була розроблена для виробництва електроенергії при одночасному забезпеченні гарячою водою для централізованого опалення. Початковий намір побудувати електростанцію в цьому районі сягає початку розвитку атомної енергетики в СРСР, але в 1970-х роках план Новоазовської атомної електростанції був повністю замінений на Запорізьку атомну електростанцію.

## Історія та технічна інформація

### Витоки
Перші плани будівництва електростанції на Донбасі були зроблені в 1957 році. Варіант атомної електростанції почали розглядати після того, як виявилося, що в довгостроковій перспективі буде відчутною нестача вугілля для європейської частини Радянського Союзу або його імпорт був би занадто дорогим. Однак попередником цього плану був план Московської атомної електростанції, яка мала мати два реактори ВВЕР-210. Однак пізніше їх розташування поблизу столиці Радянського Союзу виявилося непридатним, тому було досліджено два нових місця, в тому числі одне біля Донецька та одне на південь від Воронежа.

### 1970-ті роки
Планування атомної електростанції було відновлене лише 20 серпня 1969 року. Тоді було розглянуто два майданчики, один раніше передбачався біля Новоазовська (біля Донецька), а інший у Луганській області. Майданчик у Луганській області відхилили та перенесли до Криму, а Донецьку область фактично обрали одним із майданчиків для будівництва АЕС.
У 1975 році було розпочато проектування будівництва атомної електростанції з чотирма реакторами ВВЕР-500 або АСТ-500. Однак після створення плану будівництва Запорізької АЕС проект зник і ніколи не входив до планів будівництва АЕС.

## Інформація про реактори
| Реактор       | Тип реактора | Продуктивність | Продуктивність | Початок будівництва        | Підключення до мережі      | Введення в експлуатацію    | Закриття                   |
| Реактор       | Тип реактора | Нетто          | Брутто         | Початок будівництва        | Підключення до мережі      | Введення в експлуатацію    | Закриття                   |
| ------------- | ------------ | -------------- | -------------- | -------------------------- | -------------------------- | -------------------------- | -------------------------- |
| Новоазовськ-1 | ВВЕР-500/271 | 466 MW         | 500 MW         | План будівництва скасовано | План будівництва скасовано | План будівництва скасовано | План будівництва скасовано |
| Новоазовськ-2 | ВВЕР-500/271 | 466 MW         | 500 MW         | План будівництва скасовано | План будівництва скасовано | План будівництва скасовано | План будівництва скасовано |
| Новоазовськ-3 | ВВЕР-500/271 | 466 MW         | 500 MW         | План будівництва скасовано | План будівництва скасовано | План будівництва скасовано | План будівництва скасовано |
| Новоазовськ-4 | ВВЕР-500/271 | 466 MW         | 500 MW         | План будівництва скасовано | План будівництва скасовано | План будівництва скасовано | План будівництва скасовано |